# Kim Yong-chun
Kim Yong-chun, född 4 mars 1936 i Kangwon-provinsen, död 16 augusti 2018, var en nordkoreansk politiker och militär och ledamot i Koreas arbetarpartis centrala militärkommission.